# Maâtkas
Maâtkas (en kabyle : Mɛetqa ou imaεtuqen, en tifinagh : ⵎⵄⴻⵜⵇⴰ, en arabe : معاتقة) est une commune algérienne de la wilaya de Tizi Ouzou, dans la région de la Kabylie, située à 20 km au sud-ouest de Tizi Ouzou.

## Géographie

### Situation
La commune de Maâtkas est située au sud-ouest de la wilaya de Tizi Ouzou.
| Tirmitine        | Tirmitine | Tizi Ouzou      |
| Aït Yahia Moussa | Maâtkas   | Ait Zmenzer     |
| Aïn Zaouia       | Boghni    | Souk El Thenine |

### Localités de la commune
Lors du découpage administratif de 1984, la commune de Maâtkas est composée à partir des localités suivantes :
- Adjaba
- Afir
- Aït Ali
- Aïchaouiène
- Aït Ahmed
- Aït Ahmed Ifrek
- ait el hadj ali
- Aït Halima
- Aït Ifrek
- Aït Mahiou
- Aït Mouh Dhakli
- Aït Mouh Oussaidh
- ait said ou ali
- Aït Zaïm
- Aneguah
- Berkouka
- Bouhamdoun
- Bouarfa
- Bour Hamou
- Cheurfa Tala Oughanim
- Cheurfa Ait Si Ali
- Cherkia
- El Vir
- Ghendoussa
- Haddada
- Ighil Aouane
- Issoubaken
- Iguariden
- Ighil Issiouen
- Ighil Zougaren
- Ighil Bouaklane
- Ighil Bouadhou
- Ighil Bouaklane
- Ighil-Takdhibine
- Irkvithene
- Melbane
- Ait Aissa Ouziane
- Souk El Khemis (chef lieu de la commune)

Thighilt Mahmoud
Aghouni boufal
- Takhribt
- Tadjdiout
- Tala Medda
- Thala Hamou
- Thamadaght ouzemour
- Tizi N'Tzouguart
- Tizi Menous
- Igariden
- Thakblit
- Iazithène

## Toponymie
Le nom de la commune signifie « Hospitalière » en Tamazight[précision nécessaire].

## Économie
Maâtkas est renommée pour sa poterie millénaire,.
Et comme la plupart des communes de kabylie, Maatkas est un acteur important de la production oleicole de la région.

## Culture
Maatkas aussi dite "Capitale de la poterie" ou "Ville de la poterie", en effet depuis 2010, chaque année, au cours de mois de juillet, est organisé le festival local de la poterie. Au cours de cette manifestation, qui s'étale sur une semaine, des expositions-ventes de l'artisanat local sont organisées. Ces dernières années,de le festival est enrichi par des concerts animés par des chanteurs de la scène locale ou régionale.
On peut notamment citer Ali Amrane, originaire de Iguariden, Lani Rabah, Ahcene nath Zaïm et bien d'autres.
S'ajoute à la fête de la poterie, "La Fête de l'olivier", cette cérémonie se tient généralement dans un des villages de la région dit AIT ZAIM.
La fête de l’olivier prévoit plusieurs ateliers sur l’oléiculture, des visites guidées des huileries de la région,les invités assistent à des démonstrations sur les opérations de plantation sur les champs, la fabrication de savons à base d'olive, l’extraction de l’huile selon les méthodes traditionnelle.